# ای. اچ. بیلو
ای. اچ. بیلو (انگلیسی: A. H. Belo) شرکت انتشارات آمریکایی است، که در سال ۲۰۰۸ تأسیس شد.